# Az Imaórák Liturgiája
Az Imaórák Liturgiája a zsolozsma Második vatikáni zsinat utáni átdolgozásának könyve. 
Latin címe Liturgia Horarum. A hivatalos magyar kiadást 1991-ben nyomtatták Padovában a Magyar Katolikus Püspöki Konferencia közreműködésével.